# Fußball-Bezirksliga Karl-Marx-Stadt
Die DDR-Bezirksliga Karl-Marx-Stadt war eine der Fußball-Bezirksligen auf dem Gebiet des DFV. 1952 wurden durch eine Verwaltungsreform in der DDR die bisherigen Landesligen abgeschafft und durch 15 Bezirke (inklusive Ost-Berlin), darunter den Bezirk Karl-Marx-Stadt, ersetzt. Dementsprechend wurde die in 15 Staffeln ausgetragene Bezirksliga errichtet, die somit, über viele Jahre drittklassig, nun die neue Spielklasse bildete.
Zunächst mussten Aufstiegsspiele durchgeführt werden, um in die DDR-Liga als zweite Spielklasse aufsteigen zu können.
Zwischen 1955 und 1962/63 bildeten die Bezirksligen unter einer II. DDR-Liga nur die vierte Spielklasse. Bis 1956 waren Aufstiegsrunden für die Bezirksmeister nötig, zwischen 1957 und 1961/62 stiegen die Meister direkt auf.
Nach der Auflösung der II. DDR-Ligen, die Bezirksligen waren dann bis 1990 wieder die dritte Spielklasse, gab es zunächst bis 1969 wieder Aufstiegsrunden der Bezirksmeister um den Aufstieg in die DDR-Liga. In den Zeiten der fünfstaffeligen DDR-Liga zwischen 1971/72 und 1983/84 stiegen die 15 Bezirksmeister direkt auf.
Nach der Reduzierung der fünf Staffeln der DDR-Liga auf zwei ab 1984 wurden die Aufstiegsrunden für Bezirksmeister wieder eingeführt.

## Bezirksligameister
| Saison  | Meister                                   | Staffelsieger bei Zweigleisigkeit                                             |
| ------- | ----------------------------------------- | ----------------------------------------------------------------------------- |
| 1952/53 | BSG Chemie Glauchau                       |                                                                               |
| 1953/54 | BSG Motor West Karl-Marx-Stadt            |                                                                               |
| 1954/55 | BSG Motor Brand-Langenau                  |                                                                               |
| 1955    | 7 Staffelsieger                           |                                                                               |
| 1956    | BSG Aktivist „Karl Marx“ Zwickau          |                                                                               |
| 1957    | BSG Wismut Plauen                         |                                                                               |
| 1958    | BSG Wismut Rodewisch                      |                                                                               |
| 1959    | BSG Motor Werdau                          |                                                                               |
| 1960    | BSG Motor West Karl-Marx-Stadt            |                                                                               |
| 1961/62 | BSG Einheit Reichenbach                   |                                                                               |
| 1962/63 | BSG Motor Zschopau                        | Staffel 1: BSG Motor Zschopau Staffel 2: BSG Aktivist GD Oelsnitz             |
| 1963/64 | BSG Motor WEMA Plauen                     | Staffel 1: BSG Motor Brand-Langenau Staffel 2: BSG Motor WEMA Plauen          |
| 1964/65 | BSG Motor Brand-Langenau                  | Staffel 1: BSG Motor Brand-Langenau Staffel 2: BSG Einheit Gersdorf           |
| 1965/66 | BSG Motor West Karl-Marx-Stadt            | Staffel 1: BSG Motor West Karl-Marx-Stadt Staffel 2: BSG Chemie Glauchau      |
| 1966/67 | FC Karl-Marx-Stadt II                     | Staffel 1: FC Karl-Marx-Stadt II Staffel 2: SG Blau-Weiß Reichenbach          |
| 1967/68 | FC Karl-Marx-Stadt II                     | Staffel 1: FC Karl-Marx-Stadt II Staffel 2: BSG Wismut Aue II                 |
| 1968/69 | BSG Motor Werdau                          |                                                                               |
| 1969/70 | FC Karl-Marx-Stadt II                     |                                                                               |
| 1970/71 | BSG Motor Werdau                          |                                                                               |
| 1971/72 | FC Karl-Marx-Stadt II                     |                                                                               |
| 1972/73 | BSG Motor Germania Karl-Marx-Stadt        |                                                                               |
| 1973/74 | BSG Wismut Aue II                         |                                                                               |
| 1974/75 | FC Karl-Marx-Stadt II                     |                                                                               |
| 1975/76 | BSG Fortschritt Krumhermersdorf           |                                                                               |
| 1976/77 | BSG Motor Ascota Karl-Marx-Stadt          |                                                                               |
| 1977/78 | BSG Motor „Fritz Heckert“ Karl-Marx-Stadt |                                                                               |
| 1978/79 | SG Sosa                                   |                                                                               |
| 1979/80 | BSG Aufbau Krumhermersdorf                |                                                                               |
| 1980/81 | BSG Motor Ascota Karl-Marx-Stadt          | Staffel 1: SG Sosa Staffel 2: BSG Motor Ascota Karl-Marx-Stadt                |
| 1981/82 | ASG Vorwärts Plauen                       | Staffel 1: ASG Vorwärts Plauen Staffel 2: BSG Motor Zschopau                  |
| 1982/83 | BSG Aufbau Krumhermersdorf                | Staffel 1: BSG Motor WEMA/Aufbau Plauen Staffel 2: BSG Aufbau Krumhermersdorf |
| 1983/84 | FC Karl-Marx-Stadt II                     | Staffel 1: ASG Vorwärts Plauen Staffel 2: FC Karl-Marx-Stadt II               |
| 1984/85 | BSG Wismut Aue II                         |                                                                               |
| 1985/86 | BSG Aufbau Krumhermersdorf                |                                                                               |
| 1986/87 | BSG Motor „Fritz Heckert“ Karl-Marx-Stadt |                                                                               |
| 1987/88 | BSG Motor „Fritz Heckert“ Karl-Marx-Stadt |                                                                               |
| 1988/89 | BSG Aufbau DKK Krumhermersdorf            |                                                                               |
| 1989/90 | BSG Motor Zschopau                        |                                                                               |
| 1990/91 | FC Wismut Aue II                          |                                                                               |